# Bolchoï Kounaleï
Yekhe Khunilaa
Bolchoï Kounaleï (en russe : Большо́й Кунале́й) ou Yekhe Khunilaa  (en bouriate : Ехэ Хунилаа, Yekhe Khunilaa) est un village et commune du raïon de Tarbagataï de Bouriatie, en Russie. Sa population s'élevait à 895 habitants en 2024.
Village de vieux croyants russes, son architecture lui vaut depuis 2018 le statut de localité adhérante à l'association des Plus Beaux Villages de Russie.

## Géographie
Le village de Bolchoï Kounaleï se situe en Bouriatie, une république de Russie située en Transbaïkalie, région de Sibérie orientale à l'est du lac Baïkal. Il fait partie du district fédéral extrême-oriental. Il se trouve dans le raïon de Tarbagataï, un raïon de la république, et il forme une municipalité du raïon,.   
Le village se situe dans une vallée entourée de zones montagneuses. La superficie du village est de 31 138 ha. Le fuseau horaire du village est MSK+5 (heure d'Irkoutsk). Le décalage horaire appliqué par rapport au temps universel coordonné est +09:00.  

## Toponymie
Le nom du village, Bolchoï Kounaleï, vient du mot « khounila » qui, dans la langue bouriate signifie « pli », à savoir la vallée. Le mot Bolchoï est quant-à lui l'adjectif russe pour « grand ».

## Histoire
Les Semeiskie se sont établis dans cette vallée en 1765, dans un territoire au-delà de Tarbagataï. 205 colons de 65 familles ont construits 61 maisons, fondant alors le village. Malgré l'abscende d'autorisation, une église en bois fut érigée en 1833-1834 dans le village. Leur principale activité était l'agriculture. 
En 2018, le village est devenu membre de l'association des Plus Beaux Villages de Russie, devenant le deuxième village de Bouriatie à recevoir ce titre après Dessiatnikovo. 

## Politique et administration
Le village forme la commune rurale de Bolchoï Kounaleï comme seule localité de la municipalité. La mairesse de la commune est Galina Agafonovna Maltseva.

## Démographie
Recensements (*) et estimations de la population:
| 1765 | 2002 * | 2010* | 2021* |
| ---- | ------ | ----- | ----- |
| 205  | 1 362  | 1 148 | 952   |

| 2024 | - | - | - |
| ---- | - | - | - |
| 895  | - | - | - |

## Économie
En 2021, le village comptait 4 entreprises, avec deux dans le secteur agricole, et deux autres dans le secteur du commerce de gros et de détail ; réparation de véhicules et de motos.

## Culture locale et patrimoine

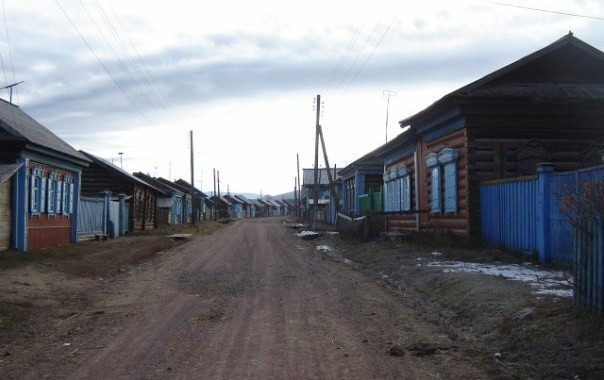
Maisons du village.

Le village abrite une communauté d'orthodoxes vieux-croyants, les Semeiskie. Leur espace culturel et leur culture orale ont été inscrit en 2008 par l'UNESCO sur la liste représentative du patrimoine culturel immatériel de l’humanité. Le village abrite le musée-domaine des Vieux-Croyants. Depuis 1927, le village abrite le Chœur folklorique de Bolchoï Kounaleï de Seimeiskie, groupe musical folklorique. 
De nombreuses maisons sont peintes, dans la tradition de la communauté des Seimeiskie. Les chambranles, les portes, les clôtures et autres murs sont peints de toutes les couleurs. Les rues du villages sont droites et quadrillées.